# Henrique Bertaso

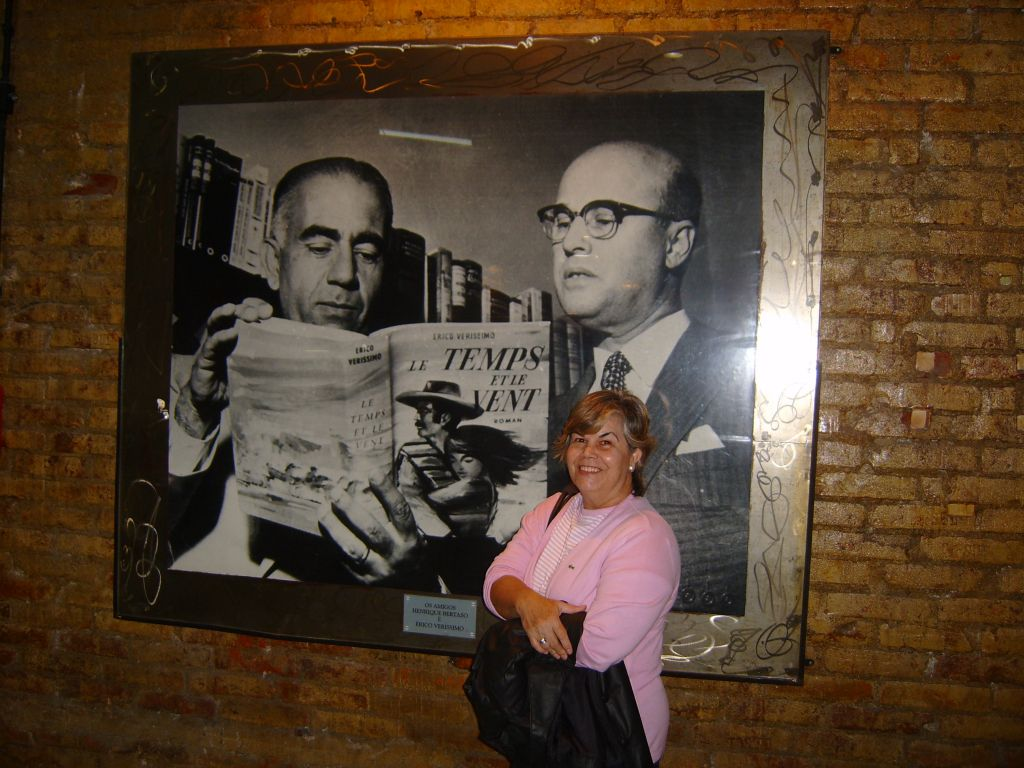
Quadro mostrando Henrique Bertaso ao lado do amigo Érico Veríssimo.

Henrique Bertaso (1906-1977) foi um empresário brasileiro, filho de José Bertaso, um dos sócios da Livraria do Globo.
Ingressou na empresa do pai na década de 1920, aos quinze anos idade, como caixeiro. Nove anos depois, passou a tomar conta da seção editorial da casa, que viria a se transformar na Editora Globo, responsável pela edição de quase todos os escritores gaúchos mais importantes.
Além disso, Henrique Bertaso foi um dos criadores da Revista do Globo e pertenceu ao grupo de fundadores da Feira do Livro de Porto Alegre.